# 木下隆行
木下 隆行（きのした たかゆき、1972年〈昭和47年〉1月16日 - ）は、日本のお笑いタレント、俳優。お笑いコンビ・TKOのボケ担当。相方は木本武宏。身長183cm、体重113kg（デビュー当時は70kg）。

## 略歴
菓子問屋の社長だった父と大分県中津市出身の母（定子）との間に4人兄弟姉妹の末っ子として生まれる。父の会社は倒産したため、幼少期は苦しい生活を送る。
福岡県豊前市で4歳〜6歳まで育ち大阪府へ移住。大阪府立食品産業高等学校（現・大阪府立枚岡樟風高等学校）中退。
父の死後、母の開いた焼肉屋が成功し、兄の木下眞行、木下浩行はいずれも、「元祖鉄板鍋きのした」グループとして飲食店を経営している。
フジテレビ系『お笑い芸人歌がうまい王座決定戦スペシャル』では決勝進出する機会が多く、この番組に力を入れていると番組中で話していた。2009年1月27日に放送された同番組では4度目の決勝戦にて念願の初優勝を果たす。だがこの回以降、決勝まで駒を進められていない。声質が桑田佳祐に似ており、桑田の声帯模写を十八番としている。
2016年、株式会社ウィゴーが展開するアパレルブランド「BUCCA 44」（ブッカ フォーティーフォー）のディレクターに就任し、販売開始。
2020年4月1日からは自らの発信の場として開設したYouTubeチャンネル「木下プロダクション」での動画投稿を開始。初投稿の動画として前年から報じられていたパワハラ騒動の謝罪・釈明動画を公開し、当面はYouTuberとして活動することを動画内で表明した。初投稿動画は同月3日正午時点で再生回数13万回を突破するも、高評価数400程度に対し、低評価数は2万以上と異例な数字になっており、その後も低評価数は伸び続け、低評価数の日本記録(62万バッド)。再生回数500万回以上の動画における高評価に対する低評価率の世界記録(98.2％)を樹立した。その後、自身のYouTubeチャンネルの低評価の多さを「おいしかった」、ユーチューブの仕様が低評価数非公開に変わった事について「羽をもぎ取られたような思いでいっぱい」と述べた。非公開になったことで上記の記録は現在は、不明となった。
5日放送の『ワイドナショー』で6ヶ月ぶりにテレビ復帰し、番組内でパワハラ報道を認めた。9月20日配信『チャンスの時間』（ABEMA）でバラエティー番組に復帰。大晦日の『絶対に笑ってはいけない大貧民GoToラスベガス24時!』でも出演。
2021年9月4日、1年半ぶりに地上波番組『スパシャンpresents 超☆爆!遊ビズム研究所』にてレギュラー復帰が決定。
同年3月、元雨上がり決死隊の宮迫博之のYouTubeチャンネルにて、宮迫、木下、バッファロー吾郎A（バッファロー吾郎）の3人によるYouTubeチーム結成が発表された。
2023年1月23日、木本の謝罪会見に登壇し、3年ぶりに公の場でTKOの2人が横並びとなった。会見ではコンビ活動の復活を明らかにした。
2024年9月、こたけ正義感とのユニット「はじまりの歌」としてM-1グランプリに出場し、同年30日に1回戦を通過。10月18日には2回戦も通過した。
2024年11月23日、特殊詐欺被害に遭い掛けた。ニセ警官から電話が掛かり、住所や口座残高を教えてしまったが、有名人と知った加害者が何かしらで犯行が知られるとマズいと犯行を切り上げた。石川県警のソガと名乗った為、電話を切った後、石川県警に確認の電話を掛けた所、「ソガと言う警官はいない。特殊詐欺だろう」と言われた。金銭被害はなかったが住所を教えた為、加害関係者が来る可能性から自宅周辺が警戒区域になる。
2025年8月17日、同年9月からタイ・バンコクへ移住し、現地で芸能活動をすると発表した。コンビでの活動も継続し、オファーがあれば日本での仕事も引き受けるという。

## 人物

### 容姿
デビュー当初は痩身かつ183センチの長身であり、アイドル的な人気を持っていた。デビュー当時から容姿が大きく変貌を重ね、それを活かして事務所の先輩でもあった笑福亭鶴瓶やせんとくんの顔まねが持ちネタ。なお鶴瓶のものまねでは本人から譲り受けた眼鏡を使用している。またせんとくんのオフィシャルサポーターも務めていた時もあり、就任式でせんとくんから12個のポーズを伝授された。

### 27時間テレビ、ペットボトル投げつけ騒動から事務所退所まで
2018年、FNS27時間テレビ内で行われた「さんまのお笑い向上委員会」に柏餅のかぶり物を着用して参加した。収録開始から2時間の間、一言も発していない事にザブングル加藤が気づく。他にもクロちゃん（安田大サーカス）、ロッチ・コカドなど目立った動きを見せていなかった出演者はいたものの、加藤は木下に的を絞った。加藤の「2時間の収録ずっと黙ってさ、柏餅付けてさ、いっぱい考えてきたんやろ」という質問に対して木下は「…なんにも浮かばへんわ!!」と返した。この1度目だけは笑いが起こったが、その後、番組終盤にかけて何度も加藤にいじられ、次第に木下が対応できなくなり、最後は司会のさんまに「もう勘弁してくれ。間延びしたし」と真剣な口調で注意され収録を終えた。そして、これらが後の「ペットボトル投げ付け」騒動の引き金となる。
末に開かれたよゐこ・濱口優の結婚パーティーに出席。年末に行われたお笑いライブで濱口に渡すため後輩から集めた会費でトラブルとなった事や、27時間テレビでの振る舞いを後輩に指摘された木下は激昂し、ペットボトルを投げ付けたとされている。パワハラ疑惑について聞かれると「事実です」と認めた。さらに「クロちゃんの顔面踏みつけ」について認めたとされていたが、そもそも木下をクロちゃんがイジるというドッキリ企画があり、木下の楽屋に入った瞬間にクロちゃんが土下座するというノリで、クロちゃんが楽屋で足を組んでる木下の足に顔を滑りこませに行ったものだったとみなみかわが証言している。「後輩に自身のブランドの服を押し売り」したとされる疑惑についても認めているが、謹慎解除後には「（定価の）半額やで」と言い訳するのが持ちネタとなっている。
メディアが大きく取り上げたことで、2020年3月15日をもって松竹芸能を退所するに至った。今後はフリーで芸能活動を行うことを3月5日に発表。コンビは解散しない。3月31日、新会社「UtREE」を設立。同日、公式サイトを開設し、ブログも再開設した。
後に、事の発端である27時間テレビで共演した加藤は「自分がいじったことで（木下が退所まで追い込まれて）あんなことになるとは想わなかった。責任感じてる」と木下に対してさんまのお笑い向上委員会内で、発言した。
2020年4月1日より公式YouTubeチャンネル「木下プロダクション」において活動開始。
6ヶ月ぶりのテレビ復帰となった2020年4月5日放送分の『ワイドナショー』において、パワハラ騒動については事実であると認めた。退所について「松竹芸能はアットホームで仲のいいというイメージがあったのでそこを傷つけてしまったということで、居づらくなってしまったというのがすべて。（中略）それ（退所）が僕のみそぎの方法かなと思う」と理由を明かした。
先輩の松本人志（ダウンタウン）は「そんな暴力的な悪い木下を俺は知らないので、にわかに信じられん部分はあったが」とパワハラ報道について当惑していた胸の内を明かした。また、松本は2020年4月5日放送分の『ワイドナショー』で木下が6ヶ月ぶりにテレビ復帰し騒動について謝罪した際、「僕らは頭がおかしいので、こういうことがあっても木下、笑えてしまうのね。俺はもう一般の人の感覚ないから。どんな奴でも面白かったら笑ってしまうんですよ」とフォローした。田中裕二（爆笑問題）は「俺らは良い奴としか知らないから、なんとも言えませんけどね。全然、普通に愛想の良い奴だから」と木下が退所した際に木下を評し、太田も「本当に悪い奴だったのかね?」と一連の醜聞からなる人物評を疑問視していた。このように、先輩芸人からの評判は概ね良好であったと見られる。

### プロレス発言とその波紋
上記騒動に関して、2019年秋に木下がテレビ番組『ワイドナショー』にて「プロレスみたいなもの」とプロレス＝申し合わせがあった上でのやり取りと受け取れる表現。これを取り上げたネット記事にプロレスリング・ノアの丸藤正道が「この『プロレス』ってどういう意味？　全く理解不能。どこに‘プロフェッショナル’の‘レスリング’があるわけ？」「こっちは‘プロレス’守るために必死にやってんだよ」とツイッターで訂正を求めた。
2021年12月16日、亀田興毅主催の「3150ファイトVol・1」で丸藤とエキシビジョンながら対戦。ボクシングデビューを果たし和解に至った。

### 実家
姉は株式会社ハジメフーズ社長の山元佳子、空とぶからあげなどが有名。母は唐揚げ店も経営しており、隆行の所属した松竹芸能に文化人カテゴリで所属している。現在は木下の長兄・眞行が経営者。次兄・浩行も「鉄板鍋づくし」「つけ麺屋ちっちょ」などを経営する実業家。1998年に発売された松竹所属の若手によるビデオ『よゐこ T・K・O ますだおかだ のイズ アメリカザリガニ DA-DA』のT・K・Oのコーナーでは木下の母が出演し、よゐこと共に「きのした」のCMを制作した（木本家の自動車販売店のCMも作られ、5秒ほどではあるが木本の両親が出演している）。また、ますだおかだのラジオ番組『どーだ!ますだおかだ』の番組スポンサーを務めていた時期もある。

## 出演作品
コンビでの出演歴についてはTKOを参照。

### テレビ番組
- モロミエ（静岡第一テレビ、2012年4月 - 2013年） - モロゾフ後藤名義
- 〜歌のワイドショー〜音楽の森（2016年10月 - 2017年3月25日、テレビ東京） - レギュラーゲスト [30]
- ちょっと福岡行ってきました!（TVQ九州放送）- 旅人
- 行列たまご (千葉テレビ 2019年7月1日 - 12月23日) -  番組MC
- スパシャンpresents 超☆爆!遊ビズム研究所 (テレビ大阪 2021年9月4日 - ) -  研究員

お笑いの日　2022年10月9日

### ウェブテレビ
- HITOSHI MATSUMOTO presents ドキュメンタル（2017年、Amazonプライム・ビデオ） - シーズン3
- ぬらりひょんの棲む家 実写ドラマ（2024年、SWIPEDRAMA） - 沼尻 役[31]

### テレビドラマ
- 相棒 Season8 第10話（テレビ朝日、2010年1月1日） - 浅井牧彦（ひったくり強盗犯）役[32]
- チーム・バチスタ2 ジェネラル・ルージュの凱旋（2010年4月 - 6月、関西テレビ、フジテレビ） - 佐藤伸一 役
  - チーム・バチスタSP2011〜さらばジェネラル!天才救命医は愛する人を救えるか〜（2011年1月2日）
- チーム・バチスタ3 アリアドネの弾丸 第8話（2011年8月30日、関西テレビ、フジテレビ） - 佐藤伸一 役（友情出演）
- ほんとにあった怖い話 『悪夢の十三日』（フジテレビ、2011年9月3日）
- ステキな隠し撮り（フジテレビ、2011年11月5日） - 国会議員 役
- 孤独のグルメ Season1 第2話    （2012年1月12日、テレビ東京）  - 建築職人・幸田 役（友情出演）
- 白戸修の事件簿 第3話・4話（2012年2月10日・17日、TBS） - 轟郁美 役
- ピロートーク〜ベッドの思惑〜 第1話（2012年10月4日、関西テレビ、フジテレビ） - 角谷 役
- アイドルマン（2013年2月18日 - 22日、フジテレビONE TWO NEXT） - 主演・よっちゃん 役
- 謎解きはディナーのあとで スペシャル〜風祭警部の事件簿〜（フジテレビ、2013年8月2日） - 綿貫 役
- 半沢直樹 第6話（2013年8月25日、TBS） - 油山 役
- 月曜ゴールデン特別企画 SRO〜警視庁広域捜査専任特別調査室〜（2013年12月9日、TBS） - 尾形洋輔 役
- 戦力外捜査官（2014年1月 - 3月、日本テレビ） - 双葉大介 役
- NHK連続テレビ小説 ごちそうさん 第124回・第125回（2014年2月27日・28日、NHK） - 里見役
- ドクターX〜外科医・大門未知子〜（2014年10月 - 12月、テレビ朝日） - 阿智祥三 役
- 永遠の0（2015年2月、テレビ東京） - 司令官 (大佐) 役
- 刑事7人 第1話（2015年7月15日、テレビ朝日） - 中嶋健介 役
- NHKスペシャル「私が愛する日本人へ〜ドナルド・キーン 文豪との70年〜」（2015年10月10日、NHK総合）ドラマ部分
- 青春探偵ハルヤ〜大人の悪を許さない!〜 第6話（2015年11月19日、読売テレビ、日本テレビ） - 近藤昭則 役
- 警視庁ゼロ係〜生活安全課なんでも相談室〜（2016年1月15日 - 2月26日、テレビ東京） - 桜庭勇作 役
- ドラマスペシャル 黒の斜面（2016年1月24日、テレビ朝日） - 松竹刻夫 役
- 大阪環状線 ひと駅ごとの愛物語 第4話 大阪駅「スナイパーと妖精」（2016年2月3日、関西テレビ） - スナイパー 役
- となりの新選組（2016年4月7日 - 8月18日、フジテレビ） - 沖田総司 役
- 99.9-刑事専門弁護士- 最終話（2016年6月19日、TBS） - 石川陽一の同僚 役
- 侠飯〜おとこめし〜（2016年7月16日 - 9月24日、テレビ東京） - 牛尾警察官 役
- ラブラブエイリアン 第28・29話 (2016年9月29日、フジテレビ） - 矢野 役
- レンタル救世主 第4話（2016年10月30日、日本テレビ） - 韮沢 役[33]
- ふらり松尾芭蕉（2016年11月3日 - 2017年12月28日、フジテレビ） - うっかり九兵衛 役
- 新・ミナミの帝王 命の値段（2017年1月9日、関西テレビ） - 長谷川善正 役[34]
- 大河ドラマ おんな城主 直虎（2017年、NHK） - 福蔵 役
- 監査役野崎修平（2018年1月14日 - 3月4日、WOWOW） - 堺部長 役
- 向かいのバズる家族（2019年4月4日 - 6月6日、日本テレビ） - 篝篤史 役
- わたし、定時で帰ります。（2019年4月16日 - 6月25日、TBS） - 石黒良久 役
- Iターン (小説) 第2・3話（2019年7月20日・27日、テレビ東京） - 深町智博 役
- 極限夫婦 第二章「玉川夫婦の場合」（2024年2月9日 - 23日、関テレ） - 高砂裕之 役
- デスゲームで待ってる（2024年10月25日 - 12月27日、関西テレビ） - 矢栗仁 役[35]

### 映画・オリジナルビデオ
- 荒くれKNIGHT（2007年）
- 新まるごし刑事！チャイルドを救出せよ！（2009年） - チョビヒゲ(店長) 役
- ゴールデンスランバー（2010年） - 矢島 役
- ステキな金縛り（2011年） - 工藤万亀夫 役
- LOVE まさお君が行く!（2012年）- 須永真一 役
- チーム・バチスタFINAL ケルベロスの肖像（2014年） - 佐藤伸一 役
- スイートプールサイド（2014年6月14日）　- 高倉先生 役
- バトルαソクラテス パーティ&party! (2014年6月15日)   - ドジキ (中松俊樹) 役
- 25 NIJYU-GO (2014年11月1日)  - 殺し屋・千葉勝利 役
- みんな好いとうと♪ (2016年4月16日) - 大庭福 役
- 植物図鑑 運命の恋、ひろいました（2016年6月4日） - 内覧客 役
- 日本で一番悪い奴ら (2016年6月25日)  - 加賀谷 力 役
- チア☆ダン〜女子高生がチアダンスで全米制覇しちゃったホントの話〜（2017年3月11日） - ひかりの父 役
- リンキング・ラブ（2017年）- 田所教授（助教授） 役
- 空飛ぶタイヤ (2018年) - 益田順吉 役
- ルームロンダリング（2018年）
- 人間失格 太宰治と3人の女たち（2019年）
- 虎の流儀〜激突! 燃える嵐の関門編〜（2022年） - 宮内 役[36]

### 舞台
- ミュージカル『えんとつ町のプペル』（2025年8月9日 - 30日、KAAT神奈川芸術劇場） - スーさん 役[37]

### ラジオ
- ゴチャ・まぜっ天国!（MBSラジオ、2017年4月20日 - ）
- TKO木下兄弟の朝からあげChao!（FM大阪、2021年1月4日 - ）

### CM
- アンファー「スカルプD」
- サントリー「金麦クリアラベル」（2015年）
- 第一生命（2017年）
- エースコック「スーパーカップ」（2018年） - 笑福亭鶴瓶と共演[38]

## 音楽
| 発売日        | タイトル                                              | 収録曲                                              | 備考             |
| ------------- | ----------------------------------------------------- | --------------------------------------------------- | ---------------- |
| 2011年3月2日  | てれび戦士2010『NHK 天才てれびくん MAX MTK the 15th』 | 二人授業 / 上原陸、三井理陽、中村嘉惟人、金子凜太朗 | 作詞             |
| 2022年7月10日 | お母さん、あのな                                      | お母さん、あのな                                    | 配信限定シングル |